# Glanstråd
Glanstråd (Nitella) er en slægt af kransalger der forekommer i ferskvand. 
De foretrækker noget surt vand og tåler dårligt vand med høje pH værdier. Arterne er også meget følsomme overfor forurening, og er blandt de første arter der forsvinder når en sø eller et vandløb udsættes for forurening.

## Opbygning
De langstrakte hovedskud er besat med flere adskilte kranse af kortere skud. Hovedskuddene, som vokser oprejst i vandet, er kun lidt forgrenede, og fra deres nedre led udgår i bunden rodlignende tråde. På disse kan forekomme småknolde (glatte eller knudrede, hvide eller transparente, nogle stjerneformede). De er stivelsesfyldte og tjener sum overvintrings og formeringsorganer. Den lange glinsende og grønne ledcelle mellem hver af kransene ses direkte. Kortskuddene i kransene er oftest tydeligt gaffelgrenede.